# Apogon striatodes
Apogon striatodes es una especie de pez de la familia de los apogónidos en el orden de los perciformes. 

## Distribución geográfica
Se encuentran en Tailandia, Hong Kong y las Filipinas.